# Steklita
La steklita és un mineral de la classe dels sulfats. Rep el nom de la paraula russa стекло (steklo), vidre, com una al·lusió a l'aparença visual del mineral.

## Característiques
La steklita és un sulfat de fórmula química KAl(SO₄)₂. Va ser aprovada com a espècie vàlida per l'Associació Mineralògica Internacional l'any 2011, tot i que ja havia estat publicada prèviament l'any 1995. Cristal·litza en el sistema trigonal. La seva duresa a l'escala de Mohs és 2,5.

## Formació i jaciments
Va ser descoberta a la fumarola Iadovítaia, situada al volcà Tolbàtxik, al krai de Kamtxatka (Rússia). També ha estat descrita en altres punts del volcà, així com a l'óblast de Txeliàbinsk (també a Rússia), al comtat de Wodzisław (Voivodat de Silèsia, Polònia), i al comtat de Schuylkill (Pennsilvània, Estats Units).